# Protection (album Massive Attack)
Protection è il secondo album in studio del gruppo musicale britannico Massive Attack, pubblicato il 26 settembre 1994 dalla Circa e dalla Virgin Records.

## Descrizione
Come in molti altri album del gruppo, anche in Protection la musica sfugge spesso a una classificazione per categoria, spaziando dall'R&B (come nella title track e in Sly) al rap di Karmacoma e Eurochild, passando per il synth pop-reggae di Spying Glass, fino a strumentali che richiamano sonorità classiche (Heat Miser, Weather Storm). In particolare, il disco si caratterizza per un massiccio uso di strumenti a corde (o di sintetizzatori atti a riprodurli) come non si era mai visto nelle precedenti produzioni del gruppo, salvo eccezioni come il brano Unfinished Sympathy, incluso in Blue Lines.
Protection è stato inserito all'interno della lista 100 Best Albums of the Nineties stilata dalla rivista Rolling Stone, definendolo «un lavoro cool, sexy, che fonde delicatamente dub, club e soul, affondando le sue radici nei campionamenti hip hop». È inoltre incluso nel libro 1001 Albums You Must Hear Before You Die.
Nel 1995, DJ Mad Professor ha reinterpretato l'album all'interno del disco di remix No Protection.

## Tracce
1. Protection – 7:51 (Andrew Vowles, Robert Del Naja, Grant Marshall, Tracey Thorn)
2. Karmacoma – 5:16 (Andrew Vowles, Robert Del Naja, Grant Marshall, Tricky, Tim Norfolk, Bob Locke)
3. Three – 3:49 (Andrew Vowles, Grant Marshall, Tricky, Tim Norfolk, Nicolette Suwoton)
4. Weather Storm – 4:59 (Andrew Vowles, Robert Del Naja, Grant Marshall, Nellee Hooper, Craig Armstrong, Curtis Harmon, Cedric A. Napoleon, James K. Lloyd, C.C. Murray)
5. Spying Glass – 5:20 (Andrew Vowles, Robert Del Naja, Grant Marshall, Nellee Hooper, Horace Andy)
6. Better Things – 4:13 (Andrew Vowles, Robert Del Naja, Grant Marshall, Ben Watt, James Brown)
7. Eurochild – 5:11 (Andrew Vowles, Robert Del Naja, Grant Marshall, Tricky, Tim Norfolk, Bob Locke)
8. Sly – 5:24 (Andrew Vowles, Robert Del Naja, Grant Marshall, Nellee Hooper, Nicolette Suwoton, Vivien Goldman)
9. Heat Miser – 3:39 (Andrew Vowles, Robert Del Naja, Grant Marshall, Nellee Hooper, Marius de Vries)
10. Light My Fire (Live) – 3:15 (The Doors) – originariamente interpretata dai Doors

Note
- Weather Storm contiene un campionamento di It's Time for Love dei Pieces of a Dream
- Better Things contiene un campionamento di Never Can Say Goodbye di James Brown
- Light My Fire contiene un campionamento di Light My Fire degli Young Holt Trio

## Formazione
Hanno partecipato alle registrazioni, secondo le note di copertina.
Gruppo
- 3D – programmazione, voce (tracce 2 e 7)
- Daddy G – programmazione, voce (traccia 10)
- Mushroom – programmazione

Altri musicisti
- Marius de Vries – programmazione
- Andy Wright – programmazione
- The Insects – programmazione
- Nick Warren – programmazione
- Tracey Thorn – voce (tracce 1 e 6)
- Tricky – voce (tracce 2 e 7)
- Nicolette – voce (tracce 3 e 8)
- Horace Andy – voce (tracce 5 e 10)
- Craig Armstrong – pianoforte (tracce 4 e 9), arrangiamento (traccia 8)
- Chester Kamen – chitarra (traccia 6)
- Isobelle Griffiths – fixer (traccia 8)
- Rob Merril – batteria (traccia 9)

Produzione
- Nellee Hooper – produzione, missaggio (traccia 10)
- Massive Attack – produzione
- Mark "Spike" Stent – missaggio (eccetto tracce 9 e 10)
- Jim Abiss – missaggio (traccia 9)
- Jeremy "Jim Bob" Wheatley – ingegneria del suono aggiuntiva
- Al Stone – ingegneria del suono aggiuntiva
- Mike Marsh – mastering
- Massive Attack – copertina
- Michael Nash Associates – copertina
- Matthew Donaldson – fotografia
- Jean Baptiste Mondino – fotografia
- Eddie Monsoon – fotografia